# Filialkirche Dellach im Gailtal

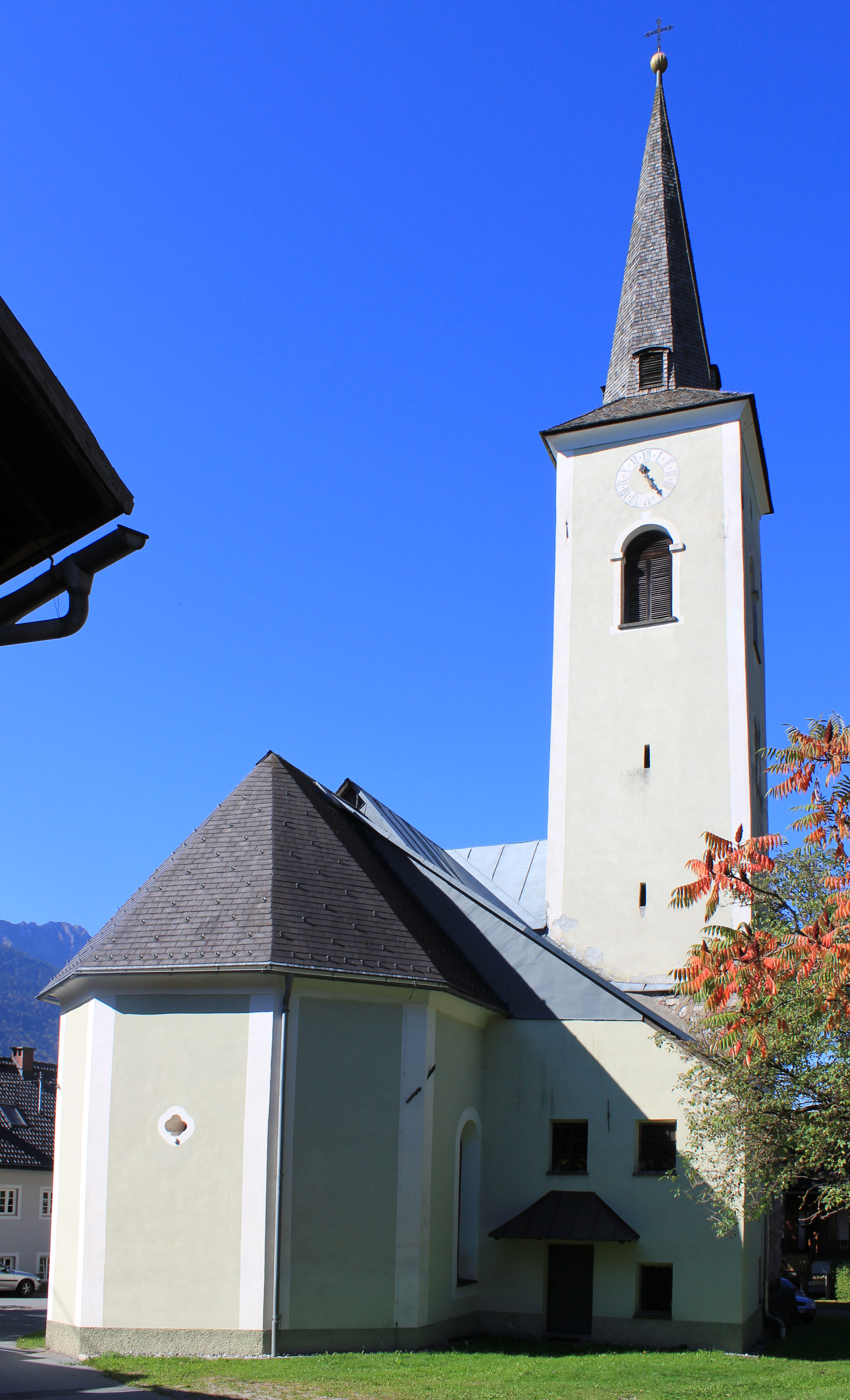

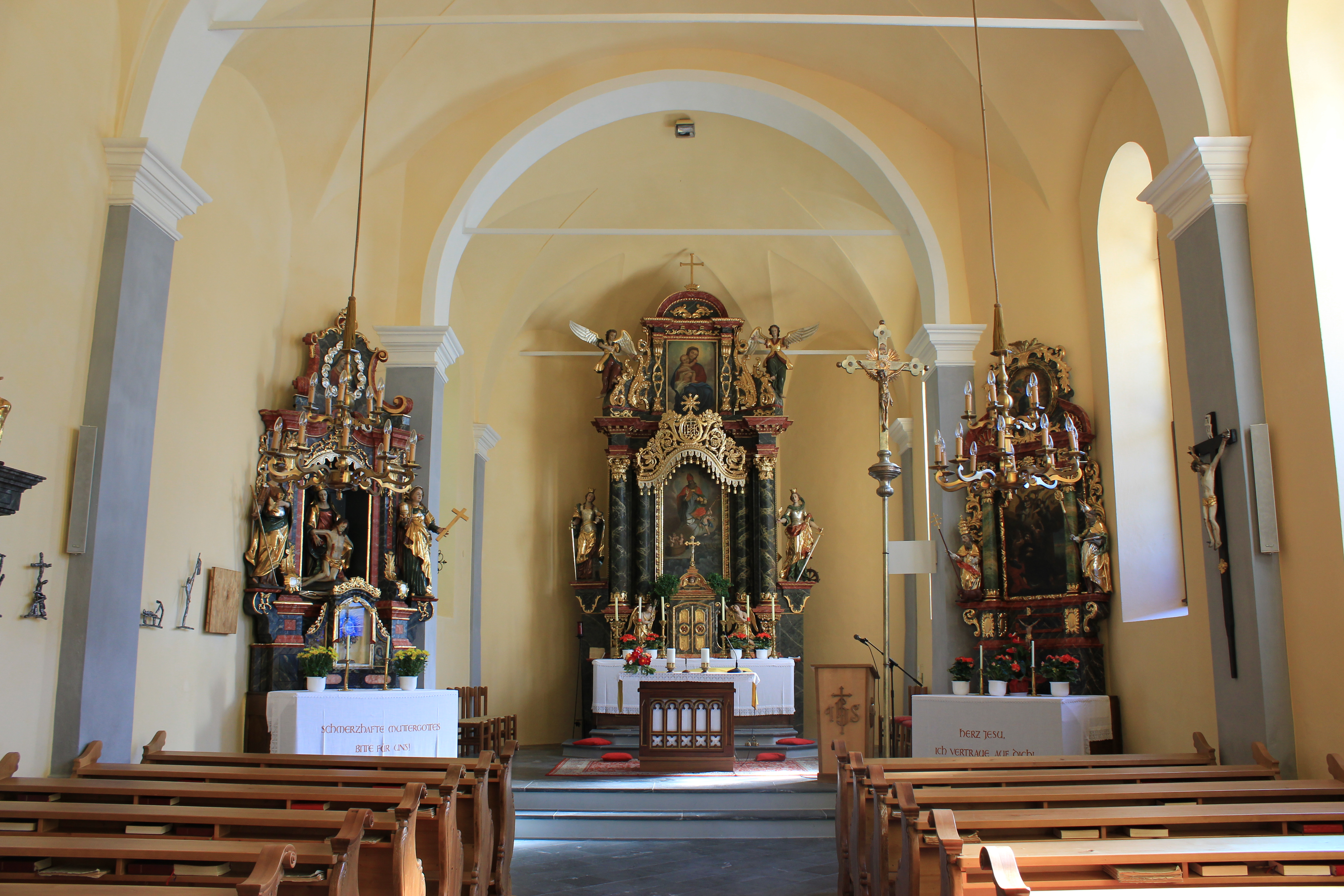

Die Filialkirche Dellach im Gailtal ist dem heiligen Nikolaus geweiht und gehört zur Pfarre St. Daniel. Ein Bericht Paolo Santoninos über eine Altarweihe im Jahre 1485 ist die erste urkundliche Erwähnung einer Kirche in Dellach.

## Baubeschreibung
Das Gotteshaus ist ein einfacher mittelgroßer Bau aus der zweiten Hälfte des 17. Jahrhunderts, der aber einen älteren Kern besitzt. An der Nordseite befindet sich ein Sakristeianbau und der Turm. Der Turm mit Mauerschlitzen und rundbogigen Schallfenstern wird von einem Spitzhelm bekrönt. 
Man betritt die Kirche durch ein frühbarockes Westportal mit geradem Sturz. 
Über dem vierjochigen Langhaus und dem einjochigen Chor mit Dreiachtelschluss erhebt sich eine Flachtonne mit Stichkappen. Das Gewölbe wird durch Gurtbögen über Pilastern gegliedert. An der Brüstung der in der Mitte leicht vorschwingenden gemauerten Westempore ist ein Stuckengelskopf angebracht. Die Orgel baute um 1890 Alois Fuetsch.

## Einrichtung
Der aus verschiedenen Teilen aus dem 17. und 18. Jahrhundert zusammengesetzte Hochaltar stand ursprünglich in der Pfarrkirche Kornat und wurde 1877 in Dellach aufgestellt. Das Mittelbild zeigt den heiligen Nikolaus, das Oberbild die Muttergottes. Seitlich stehen im Hauptgeschoß die Statuen der heiligen Barbara und Katharina und im Aufsatz Engelsfiguren aus dem 17. Jahrhundert.
Der linke Seitenaltar aus dem dritten Viertel des 18. Jahrhunderts trägt eine Pietà, flankiert von den Heiligen Barbara und Magdalena. Der rechte Seitenaltar vom Anfang des 18. Jahrhunderts gibt im Mittelbild Franz Xaver und im Aufsatzbild Maria Immaculata wieder. Seitlich stehen die Statuen der heiligen Ulrich und Silvester. Die Konsolfiguren einer Muttergottes sowie der heiligen Florian und Nikolaus ergänzen die Ausstattung der Kirche.